# Chicago Fall Tennis Classic 2021
Il Chicago Fall Tennis Classic è un torneo di tennis, giocato nei campi in cemento all'aperto. È la prima edizione del torneo, facente parte della categoria WTA 500 nell'ambito del WTA Tour 2021. Il torneo si gioca al XS Tennis and Education Foundation di Chicago, negli Stati Uniti, dal 27 settembre al 3 ottobre 2021.

## Partecipanti al singolare

### Teste di serie
| Nazionalità | Giocatrice               | Ranking* | Testa di serie |
| ----------- | ------------------------ | -------- | -------------- |
| Ucraina     | Elina Svitolina          | 4        | 1              |
| Spagna      | Garbiñe Muguruza         | 9        | 2              |
| Svizzera    | Belinda Bencic           | 11       | 3              |
| Russia      | Anastasija Pavljučenkova | 13       | 4              |
| Kazakistan  | Elena Rybakina           | 16       | 5              |
| Tunisia     | Ons Jabeur               | 17       | 6              |
| Belgio      | Elise Mertens            | 18       | 7              |
| Canada      | Bianca Andreescu         | 20       | 8              |
| Stati Uniti | Jessica Pegula           | 23       | 9              |
| Stati Uniti | Danielle Collins         | 26       | 10             |
| Estonia     | Anett Kontaveit          | 30       | 11             |
| Russia      | Veronika Kudermetova     | 31       | 12             |
| Slovenia    | Tamara Zidanšek          | 33       | 13             |
| Bielorussia | Viktoryja Azaranka       | 35       | 14             |
| Italia      | Camila Giorgi            | 39       | 15             |
| Svizzera    | Jil Teichmann            | 42       | 16             |

* Ranking al 20 settembre 2021.

### Altre partecipanti
Le seguenti giocatrici hanno ricevuto una wild card per il tabellone principale:
- Hailey Baptiste
- Kim Clijsters
- Caroline Dolehide
- Coco Vandeweghe

Le seguenti giocatrici sono passate dalle qualificazioni:

- Lizette Cabrera
- Kirsten Flipkens
- Magdalena Fręch
- Beatriz Haddad Maia
- Mai Hontama
- Maddison Inglis
- Anna Kalinskaja
- Kateryna Kozlova

Le seguenti giocatrici sono entrate nel tabellone principale come lucky loser:
- Harriet Dart
- Vol'ha Havarcova

### Ritiri
Prima del torneo
- Sorana Cîrstea → sostituita da  Hsieh Su-wei

- Cori Gauff → sostituita da  Ann Li

- Dar'ja Kasatkina → sostituita da  Amanda Anisimova

- Sofia Kenin → sostituita da  Andrea Petković

- Johanna Konta → sostituita da  Madison Brengle

- Petra Kvitová → sostituita da  Misaki Doi

- Petra Martić → sostituita da  María Camila Osorio Serrano

- Jeļena Ostapenko → sostituita da  Harriet Dart

- Karolína Plíšková → sostituita da  Kaia Kanepi

- Alison Riske → sostituita da  Jasmine Paolini

- Aryna Sabalenka → sostituita da  Sloane Stephens

- Maria Sakkarī → sostituita da  Vol'ha Havarcova

- Elena Vesnina → sostituita da  Marie Bouzková

Durante il torneo
- Viktoryja Azaranka
- Belinda Bencic
- Madison Keys
- Anett Kontaveit
- Elena Rybakina
- Markéta Vondroušová

## Partecipanti al doppio
| Nazione       | Giocatore            | Nazione     | Giocatore             | Ranking* | Testa di serie |
| ------------- | -------------------- | ----------- | --------------------- | -------- | -------------- |
| Taipei cinese | Hsieh Su-wei         | Belgio      | Elise Mertens         | 5        | 1              |
| Giappone      | Shūko Aoyama         | Giappone    | Ena Shibahara         | 16       | 2              |
| Cile          | Alexa Guarachi       | Stati Uniti | Desirae Krawczyk      | 31       | 3              |
| Russia        | Veronika Kudermetova | Stati Uniti | Bethanie Mattek-Sands | 32       | 4              |
| Stati Uniti   | Nicole Melichar      | Paesi Bassi | Demi Schuurs          | 34       | 5              |
| Croazia       | Darija Jurak         | Slovenia    | Andreja Klepač        | 47       | 6              |
| Canada        | Sharon Fichman       | Messico     | Giuliana Olmos        | 57       | 7              |
| Rep. Ceca     | Marie Bouzková       | Rep. Ceca   | Lucie Hradecká        | 72       | 8              |

### Altre partecipanti
Le seguenti giocatrici hanno ricevuto una wild card per il tabellone principale:
- Hailey Baptiste /  Whitney Osuigwe

- Kim Clijsters /  Kirsten Flipkens

- Caroline Dolehide /  Coco Vandeweghe

Le seguenti giocatrici sono entrate con il ranking protetto:
- Ingrid Neel /  Anastasija Rodionova